# Fürkész Könyvek
A Fürkész könyvek kedvelt sorozat, gazdag információkkal és változatos témakörökkel minden korosztály számára. A kisméretű ismeretterjesztő könyvecskék korábbi kötetei a Gondolat Könyvkiadó gondozásában, az újabb kötetek a Trivium Kiadó jóvoltából kerültek kiadásra.

A Collins Gem Guides sorozat magyarra fordított könyveit nagyra értékelik mindazok, akik szeretik a természetet, a különböző növényekkel, házi- és vadállatokkal, misztikumokkal, vagy akár önvédelmi praktikákkal is szívesen megismerkednének.

## A sorozat kötetei
A sorozat kötetei első kiadásuk szerint időrendben:
- Emlősállatok 1980, 1986
- Állatkerti emlősök 1. 1984, 1991
- Állatkerti emlősök 2. 1984, 1991
- A tengerparton 1984, 1989
- Fák 1986, 1990
- Lepkék 1987
- Vadvirágok 1987, 2005
- Madarak 1988
- Termések 1988
- Gombák 1989
- Halak 1990
- Kerti virágok 1990
- Égi kalauz 1991
- Ízeltlábúak 1991
- Kutyák 1993
- Macskák 1993
- Megmagyarázhatatlan jelenségek 2004
- Kutyatréning 2004
- Kínai asztrológia 2004
- Álmok és jelentéseik 2004
- Elsősegély 2004
- Vadon termő ennivalók 2004
- Önvédelem 2005
- Jelek, szimbólumok 2005
- Őslények 2005